# ماثياس إيوين
ماثياس إيوين (بالفرنسية: Mathias Even)‏ هو لاعب كرة قدم لوكسمبورغي، ولد في 15 يناير 1941.

## وصلات خارجية
- ماثياس إيوين على موقع قاعدة بيانات كرة القدم.إي يو (الإنجليزية)
- ماثياس إيوين على موقع عالم كرة القدم.نت (الإنجليزية)